# Australian Armour and Artillery Museum
Das Australian Armour and Artillery Museum ist ein privates Museum im Norden von Australien, in dem Panzer, gepanzerte Fahrzeuge und Geschütze aus dem Zweiten Weltkrieg und der Nachkriegszeit ausgestellt werden. Es wurde offiziell 2014 eröffnet und befindet sich in Cairns im Bundesstaat Queensland.

## Beschreibung

### Ausstellung
Für die Sammlung wurden viele Objekte in ausländischen Sammlungen erworben, ein großer Teil stammt aus der Verkleinerung der Littlefield Collection. Es ist heute die größte Sammlung von militärischen Fahrzeugen in Australien und eine der wichtigsten militärtechnischen Sammlungen des Kontinents, neben dem staatlichen Royal Australian Armoured Corps Memorial and Army Tank Museum in Puckapunyal. 
Aufgrund des Umfangs handelt es sich um eine der größten privaten Sammlungen von Geschützen und Panzerfahrzeugen weltweit.
Die Ausstellungsstücke stammen vorwiegend aus russischer, deutscher, japanischer, britischer, amerikanischer und tschechoslowakischer Fertigung. 

### Werkstatt
Ein wesentlicher Teil der Arbeit ist der detailgetreue Nachbau von historischen Fahrzeugen basierend auf Fundstücken dieser Fahrzeuge. Hierdurch werden teils fahrtüchtige „historische“ Fahrzeuge angefertigt, von denen es weltweit keine verfügbaren Exemplare mehr gibt. Diese Arbeiten werden im YouTube-Kanal des Museums dokumentiert, in dem seit 2021 eine Serie läuft die als „Workshop Wednesday“, die Arbeit der Museumswerkstatt dokumentiert.
Im Jahr 2024 wurde beispielsweise ein Panzerkampfwagen I Ausf. B und ein Panzerspähwagen Sd.Kfz. 221 der deutschen Wehrmacht wieder aufgebaut. 
Für die Zukunft wurde unter anderem die Instandsetzung einer deutschen Panzerhaubitze Wespe und eines Panzerkampfwagen II in früher Ausführung angekündigt. Ein Projekt zum Wiederaufbau eines Sturmgeschütz III Ausf. G läuft bereits seit längerem.
Aus der Werkstatt stammen ebenfalls die deutsche 7,7-cm-Feldkanone 96 „Hamel-Gun“, der französische Panhard EBR-90 und australische Medium Tank M3 Grant.

### Schießstand
In einem zum Museumsgelände gehörenden Schießstand wird angeboten mit zwei unterschiedlichen Gewehrtypen des Zweiten Weltkriegs selber Schüsse auf eine Zielscheibe abzugeben. Hierdurch sollen die Besucher selber erleben können, wie es war, mit diesen Langwaffen der Soldaten des Zweiten Weltkrieges kämpfen zu müssen.

## Ausstellungsobjekt
Übersicht der ausgestellten Objekte ohne den Anspruch auf Vollständigkeit:

### Fahrzeuge (Australien)
- Sentinel AC1
- Sentinel AC4
- Matilda II Mk3 No.1 Dozer Tank (mit Räumschild)
- Dingo Scout Car
- Carrier (Local Pattern) LP 2
- Carrier 2pdr AT Yeramba
- Self-Propelled 25pdr
- Armoured Car (Local Pattern) LP 4
- M113 Fire Support Vehicle
- S1 (American) Scout Car
- Rover Mk II Armoured Car
- 2pdr Gun Portee on Opel Blitz

### Fahrzeuge (Deutschland)
- Pz.Kpfw. 38 (t)
- Pz.Kpfw. III Ausf. J
- Pz.Kpfw. IV Ausf. D
- Pz.Kpfw. IV Ausf. E
- Pz.Kpfw. IV Ausf. G
- Pz.Kpfw. IV Ausf. J
- Pz.Kpfw. VI Ausf. E Tiger I
- 15cm Panzerhaubitze Hummel (Sd.Kfz. 164)
- Pz.Kpfw. Panther Ausf. A
- Jagdpanther
- Jagdpanzer 38
- Jagdpanzer IV
- StuG III Ausf. A
- Sturmhaubitze 42
- Sturmgeschütz IV
- Goliath Ladungsträger
- Kettenkrad
- Leopard 1A5
- AS1 Leopard (ex österreichisch)
- Leopard ARV (ex italienisch)
- Kanonenjagdpanzer
- Sd.Kfz. 250/3 Ausf. A
- Sd.Kfz. 250/3 Ausf. B
- Sd.Kfz. 250/8 Ausf. A
- Sd.Kfz. 251/1 Ausf. D
- Sd.Kfz. 251/9 Ausf. C
- Sd.Kfz. 251/22 Ausf. D
- Sd.Kfz. 11/1
- RSO mit 7,5cm Pak 40
- StuG III Ausf. G in Restaurierung

### Fahrzeuge (USA)
- Light Tank M3 Stuart
- Light Tank M3 Stuart späte Ausführung
- M5 Light Tank
- Medium Tank M3 Lee
- Medium Tank M3 Grant
- Medium Tank M3 Grant (Australischer „Garagenfund“)
- M4 A1 Sherman
- M24 Chaffee
- M26 Pershing
- M41 Walker Bulldog
- M47 Patton
- M48 Patton
- M110 Self-Propelled Howitzer
- M2 Half-Track White
- M3 Half-Track White
- T17 E1 Armoured Car Staghound
- T17 E1 Armoured Car Staghound AA (Anti-Aircraft)
- M52 Self-Propelled Gun
- LVT-4 Landing Vehicle Tracked
- M114 CCR Command and Reconnaissance Vehicle
- M557 A1 Command Vehicle (ex Australische Armee)
- M36 Tank Destroyer Jackson
- M7 Self-Propelled Gun Priest

### Fahrzeuge (Großbritannien)
- Matilda II
- Valentine
- Churchill Mk VII
- Churchill Flail – Mine Clearing Vehicle
- Churchill AVRE – Bridgelayer
- M4 Sherman Firefly
- Centurion
- Archer Self-propelled 17-pdr
- Saladin
- Chieftain
- Humber Armoured Car
- Field Artillery Tractor
- FV603 Saracen
- Ferret Mk 2
- FV 721 Fox Combat Vehicle
- FV433 Abbot Self-Propelled Gun
- Sabre
- BAR Minenleger

### Fahrzeuge (Sowjetunion/Russland)
- Sowjetischer Artillerieschlepper
- BMP-1
- T-55
- T-26 Einzelturm
- T-26 Doppelturm
- T-34/85
- T-60
- T-70
- T-72
- BTR-152
- SU-76
- SU-100
- ISU-152
- 2S7 Pion Selbstfahrlafette
- BTR-60 Führungsfahrzeug
- AT-L Artillerieschlepper
- SA-2 (Boden-Luft-Raketensystem)
- 2S1 Gvozdika Selbstfahrlafette
- KV-1 (in Restaurierung)

### Fahrzeuge (andere Länder)
- Panhard AML (Frankreich)
- Ram Kangaroo (Kanada)
- Lynx (Kanada)
- Typ 95 Ha-Gō
- OT-810 (Tschechoslowakei)
- M53/59 Praga (Tschechoslowakei)
- Ford Gun Tractor mit australischer Protze und britischer 25pdr Howitzer
- Turm Charioteer (Großbritannien)

### Geschütze und Mörser (alle Länder)
- 25pdr (short) (Australien)
- 10-cm-Feldhaubitze M. 14/19 (Tschechoslowakei)
- 155-mm Schneider (Frankreich)
- 75mm Schneider M 1904 (Frankreich)
- 25pdr (Großbritannien)
- 3.7-inch Howitzer (Großbritannien)
- 5.5-inch Medium Gun (Großbritannien)
- 6-inch 26cwt Howitzer (Großbritannien)
- 6-inch 26cwt Howitzer (Großbritannien)
- 4.2-inch Mortar (Großbritannien)
- 4.2-inch Towed Mortar (Großbritannien)
- 21-cm-Mörser 16 (Deutschland)
- 15-cm-schwere Feldhaubitze 13 (Deutschland)
- 10,5-cm-leichte Feldhaubitze 16 (Deutschland)
- 7,7-cm-Feldkanone 16 (Deutschland)
- 10,5-cm-leichte Feldhaubitze 18 (Deutschland)
- 7,58-cm-Minenwerfer (Deutschland)
- 12-cm-Granatwerfer 42 (Deutschland)
- leichte Feldhaubitze Kp 16 (laut Museumsseite selten) (Deutschland)
- 17,5-cm-Minenwerfer (Deutschland)
- 15-cm-schwere Feldhaubitze 18 (Deutschland)
- 8-cm-Granatwerfer 34 (Deutschland)
- 7,5-cm-leichtes Infanteriegeschütz 18 (Deutschland)
- Typ-91 105-mm Haubitze (Japan)
- Typ-31 75-mm-Gebirgskanone (Japan)
- Typ-92 70-mm-leichte Haubitze (Japan)
- Typ-94 75-mm-Gebirgskanone (Japan)
- Typ-88 75-mm-Flugabwehrkanone (Japan)
- 76-mm-Regimentskanone M1927 (Sowjetunion)
- 152-mm-Kanone M1937 (ML-20) (Sowjetunion)
- 152-mm-Kanone M1938 (M-10) (Sowjetunion)
- 122-mm-Kanone M1938 (M-30) (Sowjetunion)
- 76-mm-Divisionskanone M1902 (Sowjetunion)
- 85-mm-Divisionskanone (D-44) (Sowjetunion)
- 76-mm-Divisionskanone M1942 (ZIS-3) (Sowjetunion)
- 155-mm-Gun M1 „Long Tom“ (USA)
- 155-mm-Howitzer M114 (USA)
- 105-mm-Howitzer M3 (USA)
- 105-mm-Howitzer M2A3 (USA)
- 3-inch Landing Gun Mk VII (USA)
- 155-mm-Howitzer M1A1 (USA)
- 75-mm-Howitzer M1917 (USA)
- 203-mm-Howitzer M115 (USA)
- L5 Pack Howitzer (Australien) (OTO Melara Mod. 56)

### Panzerabwehrkanonen (alle Länder)
- 40-mm-2-pounder AT Gun (Großbritannien)
- 57-mm-6-pounder AT Gun (Großbritannien)
- 76,2-mm-17-pounder AT Gun (Großbritannien)
- 76,2-mm-17-pounder AT Gun „Pheasant“ (Großbritannien)
- 3,7-cm-PaK 36 (Deutschland)
- 5-cm-PaK 38 (Deutschland) 2×
- 7,5-cm-PaK 40 (Deutschland)
- 7,5-cm-PaK 97/38 (Deutschland)
- Typ-94 37-mm-Panzerabwehrkanone (Japan)
- 45-mm-Panzerabwehrkanone M1937 (53-K) (Sowjetunion)
- 37-mm-AT Gun M3 (USA)
- 3-inch AT Gun M5 (USA)

### Flugabwehrkanonen (alle Länder)
- 40/60 Bofors (ex R.A.N.) (Australien)
- Bofors No. 12 AA Gun (Australien)
- 40-mm-Bofors (Großbritannien)
- 3.7-inch AA Gun (Großbritannien)
- 2-cm-Flak 30 (Deutschland)
- 2-cm-Flak 38 (Deutschland)
- 2-cm-Flak-Vierling 38 (Deutschland)
- 8,8-cm-Flak (Deutschland)
- 20-mm-Quadmount Polston (Polen)
- 37-mm-Flugabwehrkanone M1939 (61-K) (Sowjetunion)
- 76,2-mm-Flugabwehrkanone M1931 (Sowjetunion)
- 57-mm-AZP (S-60) (Sowjetunion)
- 12.7-mm-Quadmount on M20 Trailer (USA)

Die Sammlung wird kontinuierlich erweitert und viele weitere Fahrzeuge sind als Projekte im Werkstattbereich des Museums gelagert.